# راججامانا
راججامانا (به لاتین: Rajjamana) یک منطقهٔ مسکونی در سری‌لانکا است که در استان جنوبی (سری‌لانکا) واقع شده‌است.